# Samsung Galaxy Watch 3
La Samsung Galaxy Watch 3, stylisé Galaxy Watch3, est une montre connectée produite et vendue par Samsung Electronics, modèle de la 2e génération de la gamme Galaxy Watch.
La montre est présentée le 5 août 2020 aux côtés des Galaxy Note 20 et commercialisée à partir du 21 août. Elle succède à la Galaxy Watch, la Galaxy Watch 2 ayant été sautée.

## Modèles
Liste des différents modèles et leurs prix (février 2020) :
- Galaxy Watch 3 - 41 mm - Bluetooth - 429 €
- Galaxy Watch 3 - 45 mm - Bluetooth - 459 €
- Galaxy Watch 3 - 45 mm - Bluetooth - Titanium - 609 €
- Galaxy Watch 3 - 41 mm - 4G - 479 €
- Galaxy Watch 3 - 45 mm - 4G - 509 €

## Caractéristiques[3]

### Écran
La Galaxy Watch 3 possède un écran AMOLED de 360 × 360 pixels tactile. Il est compatible avec la fonction « toujours à l'écran », qui permet d'afficher en permanence l'heure en minimisant la consommation de la batterie.

### Santé
Comme ses prédécesseurs, la Galaxy Watch 3 est équipée de plusieurs capteurs d'activité physique et de suivi de santé.
Elle intègre un capteur capable de réaliser des électrocardiogrammes en plaçant le doigt sur le bouton d'accueil et pouvant détecter la fibrillation auriculaire ou les irrégularités du rythme cardiaque[réf. nécessaire].
Le capteur SpO2 peut mesurer la saturation en oxygène dans le sang, et la montre détecte également les chutes et prévient les secours en cas de non réponse de l'utilisateur.
Outre ces nouveautés, la montre est capable de suivre automatiquement l'activité physique de l'utilisateur, mesurer sa fréquence cardiaque, son nombre de pas, ses phases du sommeil, le stress et le nombre d'étages montés.
| Écran              | Écran             |
| ------------------ | ----------------- |
| Écran              | 1,4 po (4 cm)     |
| Résolution         | 360 × 360 pixels  |
| Résolution         | Super AMOLED      |
| Protection d'écran | Gorilla Glass DX+ |
| Nombre de couleurs | 16 M              |
| Tactile            | Oui               |

| Système                  | Système      |
| ------------------------ | ------------ |
| OS                       | Tizen OS 5.5 |
| Processeur               | Exynos 9110  |
| Cadence                  | 1,15 GHz     |
| Type                     | Dual-Core    |
| Mémoire vive             | 1 Go         |
| Stockage                 | 8 Go         |
| Stockage disponible      | 4,3 Go       |
| Type de batterie         | Li-Ion       |
| Capacité de la batterie  | 340 mAh      |
| Autonomie usage intensif | 56 h         |
| Autonomie usage passif   | 151 h        |

| Connectivité et réseau | Connectivité et réseau        |
| ---------------------- | ----------------------------- |
| NFC                    | Oui                           |
| Wifi                   | Oui - 802,11 b/g/n 2,4 GHz    |
| Bluetooth              | Bluetooth v5.0                |
| Profils Bluetooth      | A2DP,AVRCP,HFP,HSP            |
| GPS                    | GPS, Glonass, Beidou, Galileo |
| Sim                    | eSim                          |
| Réseau                 | 3G/4G/4G LTE                  |

| Capteurs                               | Capteurs |
| -------------------------------------- | -------- |
| Accéléromètre et Boussole électronique | Oui      |
| Capteur de lumière ambiante            | Oui      |
| Analyse du sommeil                     | Oui      |
| Podomètre                              | Oui      |
| Capteur de rythme cardiaque            | Oui      |
| Cardiofréquencemètre                   | Oui      |
| Détection de chute                     | Oui      |
| Capteur SpO2                           | Oui      |

| Divers                       | Divers                                  |
| ---------------------------- | --------------------------------------- |
| Chargement de la batterie    | Par induction                           |
| Dimensions (L × l × h)       | 46,2 × 45,0 × 11,1 mm                   |
| Poids                        | 53,8 g                                  |
| Microphone                   | Oui                                     |
| Haut-parleurs                | Oui                                     |
| Formats audio pris en charge | MP3,M4A,3GA,AAC,OGG,OGA,WAV,WMA,AMR,AWB |